# Sobótki (film)
Sobótki – polski film obyczajowy z 1965 roku w reżyserii Pawła Komorowskiego. Ekranizacja powieści Macieja Patkowskiego pod tym samym tytułem. 

## Fabuła
Obejmująca dwadzieścia lat historia życia kolejarza Świecy i jego "rodziny" – przybranej córki Jadwigi oraz młodego adepta kolejnictwa Karola, ukazana na tle trudnych lat zagospodarowywania Ziem Odzyskanych po II wojnie światowej.

## Obsada
- Tadeusz Kalinowski – Świeca
- Marian Kociniak – Karol
- Krystyna Mikołajewska – Jadwiga/Hanka
- Roland Głowacki – Hans Kruger
- Elżbieta Gorzycka – Helka, siostra Karola
- Krzysztof Litwin – Franek, brat Karola
- Gustaw Lutkiewicz – kolejarz Chlebek (dubbing Witolda Pyrkosza)
- Irena Netto – matka Hansa
- Jerzy Nowak – kolejarz Kranz
- Ryszard Pietruski – kolejarz Drewniak
- Tadeusz Pluciński – chłopak Jadwigi
- Ludwik Benoit – zawiadowca stacji
- Zygmunt Bielawski – epizod
- Aleksander Fogiel – pułkownik radziecki
- Wiktor Grotowicz – lekarz
- Ryszard Kotys – wartownik
- Mieczysław Łoza – kolejarz
- Ferdynand Matysik – Grisza, żołnierz radziecki

i in.

## Produkcja
Pierwsze informacje o produkcji filmu pojawiły się na łamach tygodnika Film w sierpniu 1965 roku. Po Szklanej górze i Pięciu, Sobótki były kolejnym filmem Pawła Komorowskiego zwianym z tematyką Śląska i kolejną adaptacją prozy Macieja Patkowskiego w twórczości tego reżysera. 
Zdjęcia kręcono we Wrocławiu i Bardzie, a także na stacji kolejowej Podczerwone w województwie małopolskim.

## Krytyka
Film Sobótki miał swoją premierę w czerwcu 1966 roku. Spotkał się ze słabym przyjęciem ze strony krytyki. Wytykano mu wady realizacyjne i adaptacyjne. "Nieszczęście Sobótek polega, wydaje się na tym, że twórcom filmu [...] nie udało się zachować wartości książki" – pisał na łamach tygodnika Film Stanisław Janicki. Uznawał obraz za "warsztatowo niezręczny i nieudolny", "opowiastkę o pewnym starszym panu, jego kłopotach zawodowych i rodzinnych".